# Paul R. Thagard
Paul Thagard es un catedrático de filosofía, que trabaja también en departamentos de psicología y ciencias de la computación, y director del "Cognitive Science Program", en la Universidad de Waterloo. Está graduado por las universidades de Saskatchewan, Cambridge, Toronto (Ph.D. en filosofía, 1977) y Míchigan (M.S. en ciencias de la computación, 1985). Es autor de:
- Hot Thought: Mechanisms and Applications of Emotional Cognition (MIT Press, August, 2006, ISBN 0-262-20164-X)
- Coherence in Thought and Action (Bradford Book, 2000, ISBN 0-262-20131-3)
- How Scientists Explain Disease (Princeton University Press, 1999, ISBN 0-691-00261-4)
- Mind: An Introduction to Cognitive Science (MIT Press, 1996; second edition, 2005, ISBN 0-262-20154-2)
- Conceptual Revolutions (Princeton University Press, 1992, ISBN 0-691-02490-1)
- Computational Philosophy of Science (MIT Press, 1988, Bardford Book, 1993, ISBN 0-262-70048-4)

Y coautor de:
- Mental Leaps: Analogy in Creative Thought (MIT Press, 1995, ISBN 0-262-08233-0)
- Induction: Processes of Inference, Learning, and Discovery (MIT Press, 1986, Bardford Book, 1989, ISBN 0-262-58096-9)

También es el editor de:
- Philosophy of Psychology and Cognitive Science (North-Holland, 2006, ISBN 0-444-51540-2).